# CPI das Escutas Telefônicas Clandestinas
A CPI das Escutas Telefônicas Clandestinas (CPIESCUT), foi uma Comissão Parlamentar de Inquérito instalada na Câmara dos Deputados em 19 de dezembro 2007, após denúncias da revista Veja de que ministros do Supremo Tribunal Federal (STF) foram vítimas de grampo ilegal.

## Contexto

### Mundo
Após os ataques de 11 de setembro, surgiu um sentimento de nacionalismo e paranóia nos Estados Unidos, e foi instaurado um sistema de vigilância em massa coordenado pela Agência de Segurança Nacional (NSA) como parte da estratégia de segurança no contexto da Guerra ao Terror, que chegou a uma extenção global. Em 2015, documentos vazados no WikiLeaks revelaram que a NSA grampeou o celular da então presidente Dilma Rousseff e de outras 29 pessoas de seu gabinete, incluindo os ministros Antonio Palocci, Nelson Barbosa, José Elito Siqueira, Edinho Silva e outros. Em 2007, o então presidente americano George W. Bush assinou uma lei que dava acesso a NSA a telefonemas e e-mails internacionais de americanos sem precisar de um mandado.
Nos anos 90 e 2000 na China, após o derretimento da União Soviética e a falha do governo chinês de promover reformas institucionais relevantes, houve um aprofundamento no aparato de segurança nacional através da política de manutenção da estabilidade (weiwen 维稳) para apaziguar os protestos que estavam eclodindo no país. Também, as técnicas sanguinárias de combate ao crime (yanda  严打) dos anos 80 falharam. O governo chinês promovia grandes ações de combate ao crime em um curto período de tempo, que levou a execução de cerca de 10 mil pessoas em três anos. Na década de 2010, a China era um dos países que mais controlava a internet no mundo e no final da década, já contava com um sistema de reconhecimento facial para localizar criminosos.
Entre os governos que usaram o monitoramento em massa na década estão a Austrália, Reino Unido, Índia, Canadá, Isarel, e outros.

### Brasil
No Brasil, os serviços de inteligência estatal estão sob responsabilidade do Gabinete de Segurança Institucional (GSI), que nasceu em 1927 durante o governo Washington Luís com o nome de Conselho de Segurança Nacional. Atualmente, o principal órgão responsável pelos serviços de inteligência dentro do GSI é a Agência Brasileira de Inteligência (ABIN), que é subordinada do Sistema Brasileiro de Inteligência (Sisbin). Historicamente, os serviços de inteligência eram prestados pelos militares, porém a ABIN foi criada em 1999 no governo de Fernando Henrique Cardoso, pondo um fim na Casa Militar e transferindo as funções para a esfera civil. A ABIN é regulamentada pelos Poderes Executivo, Legislativo e o Tribunal de Contas da União (TCU).
Em 2007, o Brasil contava com 120,980 milhões de assinantes de serviços de aparelhos celulares, com uma teledensidade de 63,59 aparelhos a cada 100 habitantes. De acordo com a Associação de Servidores da Agência Brasileira de Inteligência (Asbin), no mesmo ano, cerca de 300 mil brasileiros estavam com o telefone grampeado, sendo que apenas 15 mil desses grampos operavam legalmente. A lei que regulamenta o uso do grampo em investigações é a Lei n° 9.296/96, sancionada no governo de Fernando Henrique Cardoso. Na época, surgiram diversos casos de policiais usando grampos telefônicos ilegais. Havia denúncias de uso irrestrito dos grampos, onde subalternos estariam ouvindo seus chefes e vice-e-versa, o que levou ao surgimento de uma "indústria da paranóia", onde medidas de contraespionagem, como criptografia de voz, eram vendidas para bancos, empresas, políticos, traficantes e outros setores da sociedade.

### Operação Santiagraha
No dia 8 de julho de 2008, a Polícia Federal (PF) deflagrou a Operação Satiagraha, que nasceu como um desdobramento do Escândalo do Mensalão. Nela, foram presos Daniel Dantas, dono do Banco Opportunity, o megainvestidor Naji Nahas o ex-prefeito de São Paulo Celso Pitta, além de outras 14 pessoas, sob a acusação de participarem de um esquema de lavagem de dinheiro. Na época, houve grande protagonismo da PF, que gerou críticas do então presidente do Supremo Tribunal Federal (STF) Gilmar Mendes, dizendo que houve a espetacularização da polícia e que sua atuação causaria "inveja ao sistema soviético". Por isso, ele entrou em atrito com o então Ministro da Justiça Tarso Genro.

## Integrantes
Os integrantes da CPI das Escutas Telefônicas Clandestinas são:
Presidente
- Marcelo Itagiba (PMDB-RJ)

1º Vice-Presidente
- Hugo Leal (PSC-RJ)

2º Vice-Presidente
- Paulo Abi-ackel (PSDB-MG)

3º Vice-Presidente
- Alexandre Silveira (PPS-MG)

Relator
- Iriny Lopes (PT-ES)

Titulares
- Arnaldo Faria de Sá (PTB-SP)
- Capitão Assumção (PSB-ES)
- Colbert Martins (PMDB-BA)
- Domingos Dutra (PT-MA)
- Eduardo Valverde (PT-RO)
- Francisco Tenorio (PMN-AL)
- João Campos (PSDB-GO)
- Jorge Khoury (DEM-BA)
- Jorginho Maluly (DEM-SP)
- Lincoln Portela (PR-MG)
- Luiz Couto (PT-PB)
- Marcelo Guimarães Filho (PMDB-BA)
- Marcos Medrado (PDT-BA)
- Marina Maggessi (PPS-RJ)
- Mendonça Prado (DEM-SE)
- Sarney Filho (PV-MA)
- Simão Sessim (PP-RJ)
- William Woo (PSDB-SP)

Suplentes
- Antonio Carlos Biscaia (PT-RJ)
- Carlos Willian (PTC-MG)
- Chico Alencar (PSOL-RJ)
- Dr. Ubiali (PSB-SP)
- Gustavo Fruet (PSDB-PR)
- José Carlos Aleluia (DEM-BA)
- Laerte Bessa (PMDB-DF)
- Luiz Alberto (PT-BA)
- Luiz Carlos Busato (PTB-RS)
- Manoel Junior (PSB-PB)
- Marcelo Melo (PMDB-GO)
- Marcio Junqueira (DEM-RR)
- Maurício Quintella Lessa (PR-AL)
- Nelson Bornier (PMDB-RJ)
- Nelson Meurer (PP-PR)
- Nilson Mourão (PT-AC)
- Onyx Lorenzoni (DEM-RS)
- Pompeo de Mattos (PDT-RS)
- Raul Jungmann (PPS-PE)
- Renato Amary (PSDB-SP)
- Ricardo Barros (PP-PR)
- Roberto Santiago (PV-SP)
- Vanderlei Macris (PSDB-SP)

## Investigação

### Linhas de investigação
A CPI atuou em três frentes: as interceptações legais ou autorizadas, onde foi investigado quem e como as solicitam, autorizam e executam, as interceptações clandestinas, onde foi investigado quem e de que modo são executadas, e os equipamentos utilizados em ambas as interceptações, onde foi investigado como funcionam, quais suas especificações, quem os fabrica, quem os compra, fiscaliza e quem autoriza a comercialização no país.

### Depoimentos
As seguintes pessoas deporam na CPI:
| Nome                                 | Data(s)                 | Cargo |
| ------------------------------------ | ----------------------- | --- |
| José Luiz da França Neto             | 19 de fevereiro de 2008 | Ex-funcionário da área técnica da rede de acesso da Telemar                                                                           |
| Cláudia Fernanda de Oliveira Pereira | 20 de fevereiro de 2008 | Procuradora-geral do Tribunal de Contas do Distrito Federal                                                                           |
| Arthur Madureira de Pinho            | 27 de fevereiro de 2008 | Representante de Relações Institucionais da Telemar                                                                                   |
| Otávio Carlos Cunha da Silva         | 28 de fevereiro de 2008 | Diretor do Centro de Pesquisa e Desenvolvimento para Segurança das Comunicações (Cepesc) da Agência Brasileira de Inteligência (Abin) |
| Simone Carla Mosena                  | 04 de março de 2008     | Representante da Dígitro |
| Marcelo Bandeira                     | 04 de março de 2008     | Representante da Tempo Real |
| Renato Lira                          | 04 de março de 2008     | Representante da Tempo Real |
| Castro Vieira Junior                 | 04 de março de 2008     | Representante da Ronan |
| Mozart Valadares Pires               | 05 de março de 2008     | Presidente da Associação dos Magistrados Brasileiros (AMB)                                                                            |
| Walter Nunes da Silva Junior         | 05 de março de 2008     | Presidente da Associação dos Juízes Federais do Brasil (Ajufe)                                                                        |
| Gustavo Fleichman                    | 6 de março de 2008      | Secretário-geral da Telefônica |
| Paulo Edson Pioner                   | 6 de março de 2008      | Diretor de Patrimônio e Segurança da Oi                                                                                               |
| Delmar Nicoletti                     | 6 de março de 2008      | Gerente de Relacionamento e Apoio aos Órgãos Públicos da TIM                                                                          |
| Tula Peters                          | 6 de março de 2008      | Diretora jurídica da Claro |
| Diogo Rio Neves                      | 6 de março de 2008      | Gerente de Segurança da Vivo |
| Octávio Augusto Brandão Gomes        | 11 de março de 2008     | Ex-presidente da Ordem dos Advogados do Brasil no Rio de Janeiro (OAB-RJ)                                                             |
| Hélio Cardoso Derenne                | 12 de março de 2008     | Diretor-geral do Departamento de Polícia Rodoviária Federal (PRF)                                                                     |
| Paulo Roberto Thompson Flores        | 18 de março de 2008     | Ex-vice-presidente da seção do Distrito Federal da Ordem dos Advogados do Brasil (OAB)                                                |
| Janaína Faustino                     | 18 de março de 2008     | Ex-secretária da Comissão Organizadora de Exames da Ordem                                                                             |
| Antônio Carlos Bigonha               | 25 de março de 2008     | Presidente da Associação Nacional dos Procuradores da República                                                                       |
| José Carlos Cosenzo                  | 25 de março de 2008     | Presidente da Associação Nacional dos Membros do Ministério Público                                                                   |
| Ronaldo Sardenberg                   | 27 de março de 2008     | Presidente da Agência Nacional de Telecomunicações (Anatel)                                                                           |
| Ulisses Borges de Resende            | 02 de abril de 2008     | Advogado |
| Guilherme Castelo Branco             | 02 de abril de 2008     | Advogado |
| Luiz Freitas Pires de Sabóia         | 02 de abril de 2008     | Advogado |
| Alberto Zacharias Toron              | 03 de abril de 2008     | Secretário-geral-adjunto do Conselho Federal da Ordem dos Advogados do Brasil (OAB)                                                   |
| Waldecir Alves                       | 08 de abril de 2008     | |
| Marlésio Maurício Martins            | 08 de abril de 2008     | Ex-funcionário da Telemar |
| Alex Martins                         | 08 de abril de 2008     | |
| Luiz Carlos Roque                    | 09 de abril de 2008     | Inspetor da Polícia Rodoviária Federal (PRF)                                                                                          |
| Luiz Carlos Simões                   | 09 de abril de 2008     | Inspetor da Polícia Rodoviária Federal (PRF)                                                                                          |
| Luiz Fernando Corrêa                 | 15 de abril de 2008     | Diretor-geral da Polícia Federal (PF)                                                                                                 |
| Nicolao Dino de Castro e Costa Neto  | 16 de abril de 2008     | Procurador regional da República, de Brasília                                                                                         |
| Leonardo Garcia Cavaleiro            | 16 de abril de 2008     | Funcionário da Oi |
| João de Deus Pionério de Macedo      | 16 de abril de 2008     | Funcionário da Oi |
| Paulo Lacerda                        | 17 de abril de 2008     | Diretor-geral da Agência Brasileira de Inteligência (Abin)                                                                            |
| Celso Moreira Ferro                  | 22 de abril de 2008     | Diretor do Departamento de Atividades Especiais da Polícia Civil do Distrito Federal                                                  |
| Ricardo Molina                       | 08 de maio de 2008      | Perito especialista em fonética forense                                                                                               |
| Fabiano Wiggers                      | 13 de maio de 2008      | Gerente de negócios da Suntech |
| Ali Mazloum                          | 15 de maio de 2008      | Juiz federal da 7ª Vara Criminal de São Paulo                                                                                         |
| Élzio Vicente da Silva               | 20 de maio de 2008      | Chefe da Divisão de Operações de Inteligência da Polícia Federal (PF)                                                                 |
| Protógenes Queiroz                   | 06 de agosto de 2008    | Delegado da Polícia Federal (PF) |
| Élzio Vicente da Silva               | 07 de agosto de 2008    | Delegado da Polícia Federal (PF) |
| Fausto de Sanctis                    | 12 de agosto de 2008    | Juiz da 6ª Vara Criminal da Justiça Federal de São Paulo                                                                              |
| Daniel Dantas                        | 13 de agosto de 2008    | Banqueiro do Banco Opportunity |
| Paulo Lacerda                        | 21 de agosto de 2008    | Diretor-geral da Agência Brasileira de Inteligência (Abin)                                                                            |
| Marcílio Zocrato                     | 21 de agosto de 2008    | Delegado da Polícia Federal (PF) |
| Jorge Felix                          | 02 de setembro de 2008  | Ministro-chefe do Gabinete de Segurança Institucional (GSI)                                                                           |
| José Nilton Campana                  | 03 de setembro de 2008  | Diretor-adjunto afastado da Agência Brasileira de Inteligência (Abin)                                                                 |
| Luiz Fernando Corrêa                 | 03 de setembro de 2008  | Diretor-geral da Polícia Federal (PF)                                                                                                 |
| Paulo Maurício Fortunato Pinto       | 10 de setembro de 2008  | Diretor afastado do Departamento de Contra-Inteligência da Agência Brasileira de Inteligência (Abin)                                  |
| Paulo Lacerda                        | 17 de setembro de 2008  | Diretor-geral afastado da Agência Brasileira de Inteligência (Abin)                                                                   |
| Francisco Ambrósio do Nascimento     | 24 de setembro de 2008  | Agente aposentado do extinto Serviço Nacional de Informações (SNI)                                                                    |
| Daniel Lorenz Azevedo                | 15 de outubro de 2008   | Diretor de Inteligência da Polícia Federal (PF)                                                                                       |

## Histórico

### Denúncia
A CPI foi deflagrada a partir da reportagem contida na revista Veja 2.022, nº 33, de 22 de agosto de 2007, onde cinco ministros do STF, incluindo Gilmar Mendes, relataram serem alvos de grampos telefônicos ilegais, supostamente instalados pela PF.
Este não foi o primeiro caso onde ministros estavam sendo espionados. em Setembro de 2006, o ministro Cezar Peluso contratou uma empresa especializada para lidar com sons estranhos que vinham de seu telefone, e foram encontrados indícios de grampos telefônios em seu telefone, de Marco Aurélio Mello e de Marcelo Ribeiro. Ainda, Marco Aurélio recebeu uma mensagem eletrônica anônima afirmando que os dados grampeados de seu telefone e de Ribeiro estavam sendo oferecidos pela polícia em Campo Grande.

### Instalação da CPI e início dos trabalhos
No dia seguinte, seis ministros do STF foram convidados a depor no Legislativo, e o deputado federal Marcelo Itagiba propôs a investigação através do Requerimento de CPI nº 5, aceito no dia 22 de outubro. A Ordem dos Advogados do Brasil incentivou a investigação do caso. A PF foi acusada de realizar os grampos, o que foi negado por Tarso Genro. O ministro chefe do Gabinete de Segurança Institucional, general Jorge Félix, afirmou que o grampo ilegal não era novidade no país e devia ser "tratado como uma atividade criminosa".
A CPI foi formalmente instalada no dia 19 de dezembro de 2007. Foi especulado que o próprio Tarso Genro, Paulo Lacerda, diretor-geral da Abin, e Antônio Carlos Biscaia, secretário nacional de Segurança Pública, pudessem ser convocados. A CPI informou que os ministros do STF passariam informações por escrito. O comando da CPI reuniu-se com a então presidente do STF Ellen Gracie como um ato de cortesia entre os Poderes Legislativo e Judiciário. Nos dias 20 e 21, foram definidos o roteiro dos trabalhos e a deliberação dos requerimentos.

### Primeira semana

#### José Luiz da França Neto (19 de fevereiro de 2008)
José Luiz da França Neto, ex-técnico da Rede de Acesso da Telemar entre 1999 e 2006 que por vezes vistoriava os locais onde o presidente da república se hospedava quando vinha ao Rio de Janeiro, foi convocado para esclarecer o funcionamento das escutas telefônicas. Seu depoimento durou o total de 3h01min.
Nele, descreveu a criação da Rede de Acesso, após o Ministério Público pedir que todas as escutas telefônicas fossem operadas por funcionários da Telemar. Também descreveu seu trabalho investigando denúncias de grampos telefônicos, e que já encontrou até mesmo aparelhos de mp3 adaptados para funcionar como uma escuta ilegal. A Telemar não tinha local fixo para realizar as interceptações, sendo este destinado pelas forças policiais, e os funcionários tinham contato apenas com a parte técnica da disponibilidade de rede, não tendo acesso ao conteúdo das gravações. Neto também admitiu que havia o vazamento de informações dentro da empresa por terceirizados, que eram demitidos, que a segurança da Telemar era precária e que vários dos "grampeiros" eram ex-funcionários.
Também afirmou que encontrou indícios de irregularidades nos telefones de Marcelo Itagiba e da ex-deputada Denise Frossard, mas não conseguiu provar o uso do grampo. Ele também afirmou ter encontrado um grampo no Hotel Glória, onde o presidente Luiz Inácio Lula da Silva estava hospedado.
José sugeriu que as operadoras criem um mecanismo legal, de preferência com mão-de-obra própria, para iniciar avaliações em suas dependências, principalmente em áreas sensíveis, e que as operadoras valorizem mais as reclamações dos assinantes.

#### Dra. Cláudia Fernanda de Oliveira Pereira (20 de fevereiro de 2008)
Antes do depoimento, a CPI se reuniu extraordinariamente para deliberar os requerimentos. Em seguida, a CPI ouviu Cláudia Fernanda de Oliveira Pereira, Procuradora-Geral do Tribunal de Contas do Distrito Federal que envolveu-se em diversas operações de apuração e combate a corrupção, onde foi alvo de grampos ilegais. Seu depoimento durou 1h46min, apesar de parte dele ter transcorrido em caráter reservado por envolver dados sobre seu processo ainda em andamento. Antes da reunião, os seguranças fizeram uma varredura no plenário 7, onde ocorreu o depoimento, em busca de escutas telefônicas.
Em seu depoimento, relatou que durante suas investigações sobre corrupção no Instituto Candango de Solidariedade (ICS) entre 2005 e 2006, todos os membros do Ministério Público envolvidos foram grampeados. O ICS estava sendo investigado pelo repasse de R$ 2,5 bilhões principalmente no Programa Saúde em Família, onde a maior repassadora de recursos foi a Companhia de Desenvolvimento do Planalto Central (Codeplan). Além disso, o ICS contava com mais de 10 mil empregados que não prestaram concurso público. O esquema ficou conhecido como “quinterização”.
Inicialmente, foram distribuidas cartas anônimas com dados coletados por escutas telefônicas, sendo que Cláudia ficou sabendo do caso por uma das cartas ter caído nas mãos do Conselheiro Renato Rainha. Suas conversas adulteradas também foram gravadas em mídia eletrônica e três CDs e distribuidas na imprensa, Câmara Legislativa, Tribunal de Contas do Distrito Federal, magistratura e para a Justiça do DF. Ela também recebeu ameaças em seu celular. Cláudia precisou ser viada 24h por cinco policiais do BOPE por três meses. Até a data do depoimento, o mandante do crime continuava desconhecido. O Conselheiro Jorge Ulysses Jacoby Fernandes pediu exoneração do cargo e dois policiais civis foram denunciados como os executores, mas ele ainda não haviam sido afastados. Cláudia também citou suposto envolvimento de Dr. Valdir Pereira da Silva Procurador do Ministério do Trabalho, e Dr. Libânio, membro do MP. Também afirmou que Dr. Luiz Francisco Fernandes de Souza, o Auditor Paiva Martins e o Conselheiro Jorge Ulisses Jacoby Fernandes foram grampeados. De acordo com Cláudia, os grampeiros admitiram possuir uma "chave padrão", que supostamente daria acesso a diversos painéis telefônicos do DF.

### Segunda semana

#### Arthur Madureira de Pinho (27 de janeiro de 2008)
No dia anterior, a CPI se reuniu para a deliberação de requerimentos. A CPI ouviu o depoimento de Arthur Madureira de Pinho, ex-Gerente de Operações Especiais da Telemar e representante de Relações Institucionais da Oi Fixo, que trabalhava com interceptações telefônicas no Rio de Janeiro. Seu depoimento durou 2h17min.
Em seu depoimento, Arthur descreveu seu trabalho. De acordo com ele, a Telemar realizava apenas o trabalho técnico envolvendo as escutas, e não tinha acesso às gravações. Os cabos eram montados de graça para o Estado por duas pessoas em no máximo cinco dias no telefone fixo e um dia no telefone móvel. O grampo podia ser feito com diversos aparelhos e de diversas maneiras, incluindo pela cessionária de telefonia, via autorizações judiciais feitas principalmente para varas criminais, mas também para varas cíveis e trabalhistas. Nestes casos, a Anatel não realizava o serviço pelo pedido estar fora da competência das varas. Eles possuiam a validade de 15 dias, podendo ser prorrogados. No início, os grampos eram feitos por policiais dentro da companhia telefônica, mas a Telemar criou um cabo para que o grampo fosse realizado dentro dos órgãos de inteligência das forças policiais. Já o serviço de varredura de grampos era feito por um medidor de freqüência que é ligado a um link para identificar o número de extensões ou por distribuidores gerais. De acordo com ele, parte da culpa pelo excesso de grampos foi a privatização das empresas telefônicas, que gerou situações como fraudes por funcionários tercerizados ou pessoas se passando por funcionários da Telemar. Por vezes, os funcionários pegos com irregularidades eram demitidos.
Também afimou que entre os órgãos públicos que possuem grampos telefônicos no Rio de Janeiro estão a Polícia Federal, o Centro de Inteligência da Polícia Civil, a Subsecretaria de Inteligência da Secretaria de Segurança Pública, o serviço reservado da Polícia Militar, a Secretaria de Assuntos Penitenciários e a Divisão Anti-Seqüestro da Secretaria de Segurança do Rio de Janeiro. Ainda, alguns dos órgãos, como a PF e a Subsecretaria de Inteligência, possuiam equipamento para gravação, como o software Guardião. Também relatou que os órgãos públicos muitas vezes pressionavam para que a Anatel revelasse dados pessoais de seus clientes, configurando como quebra de sigilo.
Arthur confirmou que o então ministro do STF Marco Aurélio de Mello foi alvo de um grampo ilegal em novembro de 2005, e relatou que a Telemar encontrou dois gravadores desligados na central telefônica nas proximidades de onde o então presidente Fernando Henrique Cardoso estava hospedado na Pousada Locanda Della Mimosa quando veio a Petrópolis. A  Anatel fez a varredura para a Presidência da República por oito anos, quando foi substituida pela empresa israelense ICTS. Ainda, relatou outros três casos de grampos encontrados pela Telemar entre 2001 e 2002. Em um deles, foi encontrado uma central na avenida Maracanã com equipamento que muitas forças policiais não possuiam. O grampeiro Marlésio Maurício Martins foi preso por grampear o médico Lagoa Rodrigo de Freitas em um caso conjulgal. Em outro caso, também ocorrido na avenida Maracanã, um sargento da Aeronáutica foi preso. Também relatou que a Anatel foi processada pelo Grupo Globo por Paulo Marinho ter supostamente sido espionado por um endereço na Favela da Rocinha.
Por fim, Arthur sugeriu a padronização das autorizações para o grampo e que elas fossem feitas através de e-mail ou certificação digital ao invés de papel e que seja enviado o CPF juntamente com o nome ou telefone da pessoa que será escutada para evitar fraudes. Também sugeriu que a pena para o grampo ilegal seja a prisão ao invés de doação de cesta básica e que em condomínios residenciais seja necessário exigir a identificação formal do técnico da empresa de telefonia que vai ao local, e também que seja informado quais pessoas possuem acesso às centrais telefônicas.
Após o depoimento, a CPI aprovou o requerimento de audiências com Edilmar Lima, detetive antigrampo da Central Única de Detetives, representantes de empresas ligadas ao ramo antigrampo, como ItecDifffusion.com (de equipamentos eletrônicos de vigilância), Ability BR Soluções em Segurança, Sip-Tecnologia (Telesatel), Bremer Serviços Empresariais e Directiva Tecnologia e com o procurador regional da República da 1ª Região Nicolao Dino de Castro e Costa Neto. A CPI também deferiu requerimentos do presidente da comissão para expedição de ofícios dirigidos às operadoras de telefonia.

#### Otávio Carlos Cunha da Silva (28 de janeiro de 2008)
A CPI ouviu Otávio Carlos Cunha da Silva, Diretor do Centro de Pesquisa e Desenvolvimento para Segurança das Comunicações (Cepesc) da Agência Brasileira de Inteligência (Abin). Ele foi o primeiro presidente da Tecnologia da Informação, ligado à Presidência da República (ITI), responsável pela implantação da implantação Infra-Estrutura de Chaves Públicas Brasileira (ICP-Brasil). Seu depoimento durou o total de 2h10min.
Otávio descreveu seu trabalho na Cepesc. Ele afirmou que interceptações, incluindo de telefone fixo, celular, comunicação por VoiP e MSN e rede e satélite, podem ser feitas muito facilmente, e que é possível comprar o equipamento necessário na internet. Além de detalhar os exemplos, como maletas, chips de celular falsos e escutas ambientais, entre elas os chamados boogs, escutas direcionais e escutas à laser, Otávio citou o documento Ready Guide to Intercept Legislation, disponível na internet, que analisa as legislações de grampos em diversos países. Mesmo que o serviço seja prestado pela iniciativa privada, a Cepesc foi criada para desenovolver plataformas de criptografia de alto nível. Até então, havia cerca de 1,2 mil telefones dedicados que eram usados pela Presidência da República, ministérios da Justiça, Defesa, Relações Exteriores e a Polícia Federal, além de emitir o Boletim de Urna do TSE durante eleições. O órgão também faz testes em softwares e equipamentos de criptografia. Ao ser questionado se era possível usar o sistema em toda a rede de telefone, Otávio afirmou que era possível oferecê-la como um serviço. De acordo com Otávio, a Abin não tem competência e nem equipamento para realizar interceptações telefônicas, mas por vezes analisava informações colhidas por outros órgãos. Otávio também descreveu o funcionamento do Guardião. O software faria a análise de conteúdo a partir de palavras-chave e não teria capacidade de armazenamento, podendo analisar até 50 conversas simultâneas.
Otávio afirmou que era necessário criptografar as mensagens enviadas pelo usuário e deixá-lo saber que estava passível de ser interceptado. Também recomendou que todas as etapas envolvendo o uso dos grampos fossem validadas por assinaturas digitais e que que existisse um controle para que as informações coletadas sejam efetivamente destruidas ao fim do processo legal.
Após o depoimento, o deputado Nelson Pellegrino (PT-BA) anunciou que a CPI poderia sugerir mudanças na legislação sobre grampos.

### Terceira semana

#### Simone Carla Mosena (4 de março de 2008)
A CPI ouviu Simone Carla Mosena, Gerente de Desenvolvimento de Soluções de Inteligência e Comunicação da Dígitro, Marcelo Bandeira Rodrigues, Coordenador de TI da Tempo Real, Renato Lira da Costa, Gerente do Núcleo de Difusão do Conhecimento da Tempo Real, e Raimundo Pinheiro de Castro Vieira Júnior, Diretor de Relações Institucionais e Regulatório da Ronan. As intimações foram sugestões do deputado Jorginho Maluly (DEM-SP) para conhecer as tecnologias utilizadas para a interceptação telefônica e discutir eventuais vínculos entre as ligações interceptadas. Parte do depoimento foi em caráter reservado A parte pública do depoimento de Simone durou o total de 8min, já o restante teve a duração de 3h07min.
Simone iniciou seu depoimento explicando a atuação da Dígitro no mercado de segurança. garantiu que o sistema Guardião era vendido apenas para órgãos do governo e que o sitema não pode quebrar o sigilo telefônico de pessoas que não estejam legalmente sendo grampeadas e ainda que o Guardião não tem capacidade de ser invasor, mas o deputado Nelson Pellegrino (PT-BA)  anunciou que a CPI não foi inteiramente convencida da resposta. A maior parte da reunião se deu em caráter reservado.

#### Renato Lira da Costa (4 de março de 2008)
A CPI ouviu Renato Lira da Costa e Marcelo Bandeira Rodrigues. Bandeira iniciou seu depoimento descrevendo a atuação da Tempo Real na venda de equipamentos de segurança exclusivamente para órgãos públicos de segurança e inteligência. Entre seus clientes, estão Secretaria de Segurança Pública da Bahia, pelo Banco do Brasil, pela empresa de telefonia Vivo, pela Polícia Federal e pelo Ministério Público do Distrito Federal e Territórios (MPDFT).
Lira apresentou a tecnologia de biometria de voz, que foi desenvolvida pelo Massachusetts Institute of Technology (MIT) e trazida ao Brasil pela Tempo Real. Também exemplificou o uso de softwares de identificação de voz, incluindo o Saivox, desenvolvido pela empresa em parceria com a Agnitio, por órgãos como a Guarda Civil, Ministério Espanhol de Defesa e o Corpo Nacional de Polícia, além de órgãos em outros países. Também descreveu o funcionamento dos quatro softwares do ramo mais usados, o Batvox, ATP, ASIS e BS3, onde haveria uma tendência de uso do método método Likelihood Ratio (LR) no mercado. Ele aprofundou-se na explicação do funcionamento do BS3, que surgiu em 2005 e é capaz, entre outras coisas, de analisar áudios captados por grampos de telefone. Também explicou as vantagens do sistema digital em comparação com a análise do perito.

#### Marcelo Bandeira Rodrigues (4 de março de 2008)
Bandeira também apresentou os softwares da i2 Tecnologia, que  detém 94% do mercado de análise e investigação visual e são comercializados pela Tempo Real. O os produtos apresentados, incluindo o Analyst´s Notebook (1990) e o iBase, usado na CPMI dos Correios, são capazes de importar metadados de grampos telefônicos e auxiliar na análise. Além disso, podem rastrear ligações de integrantes de uma mesma quadrilha, revelar a trajetória do celular grampeado e detectar padrões nas conversas. Os programas também guardam as informações das ações dos investigantes e é possível determinar graus de sigilo para certas informações.

#### Raimundo Pinheiro de Castro Vieira Júnior (4 de março de 2008)
A CPI ouviu Raimundo Pinheiro de Castro Vieira Júnior. Vieira Júnior descreveu o funcionamento do Enigma, utilizados em celulares GSM, e a Line Cript, usados em linhas fixas. As tecnologias são produzidas pelo grupo Belcon e distribuidas no Brasil pela Ronan. O sistema utiliza de criptografia para tornar as comunicações inaudíveis, mesmo se houver interceptação telefônica. Também há o módulo de alta performance, onde é integrado um codec no sistema. A criptografia é realizada com algoritmos randômicos, gerados pelo microprocessador com os dados da tabela de algoritmos do chip e processados aleatoriamente. O Enigma não é compatível com todas as operadoras. Um equipamento com o Enigma custava de US$ 3.500,00 a 3.800,00, e o sistema Line Cript custava em torno de US$ 2.500,00.  De acordo com Vieira Júnior, os celulares normalmente são vendidos para grandes empresas e a Ronan exige a comprovação de idoneidade da empresa. A Ronan teve problemas de vendas para órgãos públicos devido a alguns trechos da Lei nº 8.666/93, porém foram realizadas algumas vendas.
Ao fim, a CPI demonstrou sua preocupação com a falta de legislação para a venda de tecnologia de interceptações telefônicas.

#### Mozart Valadares Pires (5 de março de 2008)
A CPI ouviu Mozart Valadares Pires, presidente da Associação dos Magistrados Brasileiros (AMB) e Walter Nunes da Silva Júnior, presidente da Associação dos Juízes Federais do Brasil (AJUFE). Os depoimentos duraram o total de 3h36min.
Mozart Valadares Pires iniciou seu depoimento afirmando ser a favor das escutas telefônicas, desde que elas sigam a determinação judicial. Ele é do entendimento que o grampo é um instrumento de força e que seu uso é uma medida extrema, não sendo justificada em vários crimes puníveis com reclusão. Seu uso exacerbado feriria o sigilo telefônico, ferindo assim a Constituição e gerando uma sensação de insegurança na população. Defendeu também que os magistrados tenham acesso ao texto integral das mensagens interceptadas antes do julgamento. Respondendo ao questionamento de Simão Sessim (PP-RJ) sobre a identificação dos alvos, afirmou que em relação ao crime organizado era de fato uma situação mais complexa, pois muitos dos membros de organizações criminosas não possuiam bens em seu nome ou mesmo CPF, mas que como há a chance de alguém não envolvido ser gravado, a prova deveria ser anulada. Além disso, posicionou-se contra o recolhimento de provas feito pelo próprio juiz, mas apoiou o acompanhamento da investigação.
Entre as soluções sugeridas por Mozart, estava a regulação do mercado. Também afirmou a manutenção da lei que regula os grampos telefônicos, Lei nº 9.296/96, afirmando que o segredo de justiça deve ser mantido até o momento do recebimento da denúncia, tornando-se flexível logo em seguida. Marcelo Itagiba (PMDB-RJ) expressou sua tese da imprensa ser veículo dos interesses de quem vazou os áudios, mas Mozart defendeu o processo, afirmando que a sociedade tinha o direito de saber que aquele cidadão está sendo investigado e processado. Mozart também apoiou que o relatório entregue ao magistrado não tivesse apenas o conteúdo da gravação, mas quem gravou, quem fez os comentários e outros detalhes.

#### Walter Nunes da Silva Júnior (5 de março de 2008)
A CPI ouviu Walter Nunes da Silva Júnior. Ele declarou em seu depoimento que as escutas telefônicas eram muito úteis no combate ao crime, especialmente ao crime organizado, mas reiterou que há lacunas na Lei nº 9.296/96, que, apesar de ser muito rigorosa em diversos aspectos, não prevê punição aos responsáveis por vazamento de informações. Ainda, revelou que a ordem de grampo era enviada para as operadoras através de fax, que poderia ser recebida por qualquer um na outra ponta. Também relatou casos de policiais pedindo permissão de uso de escutas telefônicas com crimes que souberam através de um "informante", que seria um grampo ilegal.
Ele também é do entendimento que a lei é tão severa sobre o sigilo do grampo que veda seu acesso até mesmo em caso de condenação contraditória. Marcelo Itagiba (PMDB-RJ), o presidente da CPI, afirmou que a imprensa era muitas vezes manipulada com acesso a partes da informação, e Walter defendeu que todo o material gravado se tornasse público após a conclusão do processo judicial com trânsito em julgado para que a empresa jornalística seja julgada e condenada a uma sanção civil, porém a deputada Marina Maggessi (PMDB-RJ) afirmou que os jornais apenas divulgam a informação dos quais eles têm acesso, e quem deveria ser julgado é o responsável pelo vazamento.
Ao fim, Marcelo Itagiba declarou que os juízes que liberavam o uso das escutas telefônicas não estavam exercendo a fiscalização das mesmas, fala que foi reiterada por Nelson Pellegrino (PT-BA), o relator. Também, os deputados reiteraram que a lei não estavam sendo seguidas e que o equipamento para o grampo podia ser facilmente comprado pela internet. Pelas audiências terem durado mais do que o esperado, os depoimentos dos presidentes da Associação Nacional dos Procuradores da República (ANPR), Antônio Carlos Alpino Bigonha, e da Associação Nacional dos Membros do Ministério Público (Conamp), José Carlos Cosenzo, foram adiados.

#### Tula Peters (6 de março de 2008)
A CPI ouviu Tula Peters, Diretora Jurídica da Claro BCOP S., Delmar Nicoletti, Gerente de Relacionamento de Apoio aos órgãos Públicos da TIM Celular S.A., Diogo Rio Neves, Gerente de Segurança da Vivo S.A, Paulo Edson Pioner, Diretor de Patrimônio e Segurança da Oi, Gustavo Fleichman, Secretário-Geral da Telefônica, Luiz Augusto Pereira Lopes,  Diretor de Operações de Redes da Telefonica de São Paulo S/A., Guilherme Henriques de Araujo, Diretor-Adjunto Jurídico de Contencioso Estratégico e Criminal da Brasil Telecom S/A, e Dirval Antônio Peres, Diretor de Engenharia de Operações da Brasil Telecom. Os depoimentos duraram o total de 5h53min.
Tula Peters iniciou seu depoimento apontando o amparo legal dos grampos telefônicos pela Constituição Federal e na Lei nº 9.296, de 1996, afirmando também que a Claro preocupa-se com a privacidade de seus clientes e possui uma área dedicada ao assunto, vinculada a Diretoria Jurídica da empresa. A equipe está completamente a disposição dos pedidos feitos pelos órgãos governamentais e analizam a legalidade dos mesmos. Pedidos de grampeio feitos por órgãos civis são negados. O grampo é realizado em uma sala fechada e vigiada constantemente por câmeras de segurança, e os funcionários são treinados para evitar o vazamento de informações. Em seguida, os dados são tratados por um setor específico e encaminhados para a vara criminal correspondente. Os dados podem ser acessados apenas através de uma senha exclusiva, e são enviados através de VPN. Tula também informou que eram solicitados dados como o CPF, a linha telefônica a ser interceptada e o nome da autoridade policial autorizada a receber as informações, mas que os dados não eram padronizados. O programa de grampeio utilizado pela claro era o Vigia, mas que ele era compatível com o Guardião. O sistema da claro registra quem o usa e também faz varredura na rede para impedir interceptações clandestinas. Caso uma interceptação estranha seja identificada, ela é derrubada e é gerado um alerta. O mesmo setor que trabalha nos grampos também trabalha na quebra de sigilo de câmeras de segurança.
De acordo com ela, em 2007 a Claro realizou o fornecimento de 68.511 dados cadastrais, 33.219 interceptações telefônicas e 7.394 bilhetagens. Já em 2008, realizou até março 7.836 interceptações, com uma média de 3.918 interceptações por mês. De acordo com Lauro Jardim, da revista Veja, enquanto a diretora falava, Luís Guilherme Vieira, advogado da Vivo, comentou com um interlocutor que os grampos passaram dos 80 mil em 2007.

#### Delmar Nicoletti (6 de março de 2008)
Nicoletti iniciou seu depoimento explicando que a Gerência de Relacionamento de Apoio aos Órgãos Públicos é a responsável por realizar a quebra de sigilo telefônico. Entre outras atividades, estão a garantia do sigilo das informações, a redução do quadro de pessoas envolvidas, a implementação de sistemas automáticos e a realização de auditorias. O setor funciona a qualquer momento que os órgãos públicos necessitarem. As interceptações são feitas em São Paulo, e os funcionários precisam se identificar com crachá e impressão digital. Ele confirmou a solicitação de grampos por entidades não-governamentais, porém afirmou que a empresa negava o serviço. Ainda, afirmou que não era possível realizar o pedido de interceptação remotamente. A empresa também utiliza o sistema Vigia, e os operadores precisam estar utilizando uma máquina com IP. Houve apenas um grampo realizado sem ordem judicial, feito por ofício assinado por um delegado.
De acordo com Nicoletti, houve grande aumento de interpectações telefônicas entre 2003 e 2007, e a TIM precisou investir R$ 30 milhões para blindar os dados dos clientes. Ainda, em 2008 a empresa recebia 20 mil pedidos de interceptações por mês, com 2 mil grampos ativos, além do investimento previsto de R$ 8,5 milhões para a blindagem dos dados.

#### Diogo Rio Neves (6 de março de 2008)
Neves iniciou seu depoimento afirmando que o grampo era realizado dentro da Vivo pela Divisão de Serviços Especiais, órgão criado em 2003 com ligação direta à Diretoria de Segurança e ao Departamento Jurídico. Além dos grampos, o órgão realiza localizações de Estações Rádio-Base e o fornecimento de dados cadastrais e de históricos de chamadas. O órgão funciona em uma sala isolada constantemente vigiada por câmeras de segurança. aproximadamente 50 pessoas tabalhavam na área, e a média de duração das interceptações era de duas horas. É feito uma triagem para ver se o pedido de grampo é legítimo. O programa utilizado era o ATS, que faz varreduras na rede em busca de interceptações irregulares. Ele também afirmou que a empresa não aceita pedidos por e-mail e aceita apenas pedidos de varas criminais, e não trabalhistas.
Neves afirmou que a Vivo gastou R$ 20 milhões em grampeios, principalmente com a aquisição de sistemas. O custo de pessoal é de R$ 5 milhões por ano e o custo de postagens é de R$ 1 milhão. De acordo com ele, vem havendo um aumento de demanda do órgão e que em 2007 eles responderam 92.577 ofícios, muitos deles com diversas solicitações. Em 2005, a divisão respondeu 25.251 pedidos, em 2006 45.378 pedidos e em 2007 72.677 pedidos.

#### Paulo Edson Pioner (6 de março de 2008)
Pioner iniciou seu depoimento explicando que a Diretoria de Gestão Patrimonial e Segurança é a responsável pelas operações restritas da Telemar, incluindo a de grampeio telefônico. No Rio de Janeiro, havia 18 pessoas trabalhando na área. Entre os protocolos, está a checagem prévia de todos os telefones cuja quebra de sigilo foi requerida pelos órgãos judiciais e a veracidade do pedido. Ele também afirmou que não havia padronização nos pedidos que recebia, e por vezes vinha apenas com o nome do alvo. Nesses casos, a Telemar pedia que fosse informado o CPF. Todos os procedimentos eram feitos pela Telemar, mas a ICTS chegou a prestar consultoria entre 2004 e o início de 2005. Os serviços prestados foram amplos, incluindo na melhoria da quebra do sigilo, mas a empresa apenas trabalhou na parte técnica, sem fazer parte das operações. A Telemar também contrata outras empresas para fazer o serviço de monitoramento da rede. Também é feito a análise das Unidades Remotas de Assinantes (URA), para garantir a integridade dos mecanismos físicos. Estas são distribuidas por microregiões e podem ser acessadas apenas com uma chave somada a um segredo específico. Elas podem ter proteções extras, como muros, grades ou até alarmes. Ainda, as interceptações deram feitas através de software, e ele negou que houvessem cabos de interceptação dentro da Abin.
Pioner confirmou que José Luiz de França Neto trabalhou no setor, mas havia pedido transferência de setor no início de 2006, indo trabalhar em um setor ligado a Diretoria de Gestão Patrimonial e Segurança. Também confirmou que Arthur Madureira de Pinho trabalhou no setor, mas teve sérios problemas de saúde no fim de 2005, o que o afastou da função temporariamente. Quando ele voltou, entendeu-se que era melhor afastá-lo das operações devido ao seu estado de saúde, e ele foi realocado para outro setor.
De acordo com Pioner, houve um aumento de em torno de 20% ao ano nos pedidos de grampeio. Em 2006 foram feitos cerca de 16 mil grampos, em 2007 havia chegado em 20 mil e em 2008 já havia sido realizado 4 mil grampos, com projeção da empresa de 24 mil até o fim do ano.

#### Gustavo Fleichman (6 de março de 2008)
Fleichman iniciou seu depoimento afirmando que a Telefônica possui um faturamento de 40 bilhões de euros, do qual 18% vem do Brasil, mas que o país era responsável por 40% dos impostos pagos pelo grupo. O Brasil também possuia 31% dos funcionários da empresa, dos quais 28% trabalhavam na rede de telefonia fixa. Em São Paulo ,a empresa possuia 1.500 centrais telefônicas, mais de 16 mil armários, quase 250 mil km de cabos e mais de 3 milhões de postes.
A Telefônia possuia 30 funcionários que trabalhavam com grampeio telefônio, e que atuavam isoladamente para não conhecerem a cadeia completa de interceptações. O grampeio era dividido em três macroatividades: recepção, análise e triagem de ofícios, e execução. A Telefônica utiliza um software desenvolvido pela própria empresa que se comunica com o Guardião. Devido ao tamanho de sua infraestrutura, a fiscalização era feita por empresas contratadas, e os funcionários eram instruidos a entrarem em contato com a área de segurança da empresa caso detectassem anormalidades. Os dados coletados pelos grampos eram transferidos por uma infraestrutura convencional, e não dedicada. Fleichman afirmou que o procedimento era mais seguro por ser quase impossível de rastrear os dados em 200 milhões de conexões telefônicas. Em quase todos os casos, os dados são transferidos diratamente para o Guardião, mas ocorreu um caso em Ribeirão Preto onde foi determinado que os dados fossem transferidos para um prédio do Ministério Público e uma linha telefônica. Ainda, a empresa afirmou negar interceptações pedidas por varas cíveis e trabalhistas, que se tornaram raras com o passar dos anos, e que nos dois anos em que trabalhou na área, Fleichman não detectou nenhum pedido de interceptação com um mandato judicial falso. A empresa já aceitou alguns poucos pedidos feitos pelos juizados criminais, e os dados foram transferidos para a Seção de Inteligência da Polícia Militar de São Paulo.
Em 2007, a empresa realizou 2.632 pedidos, com uma média de aproximadamente 180 casos por mês. Ela também detectou 26 interceptações irergulares, que foram relatadas a polícia.

#### Luiz Augusto Pereira Lopes (6 de março de 2008)
Lopes substituiu Fleichman para dar algumas explicações adicionais. De acordo com Lopes, existem 8 a 10 fabricantes de URAs, e que existem 20 modelos diferentes em funcionamento na rede da Telefônica, cada uma com uma chave diferente.

#### Guilherme Henriques de Araujo (6 de março de 2008)
Em seu depoimento, Araujo afirmou que a Brasil Telecom centralizou as interceptações telefônicas da telefonia móvel em sua matriz, em Brasília. Já na telefonia fixa, as 8 filiais trabalham com seus respecticos Departamentos Jurídicos, para acelerar o processo.

#### Dirval Antônio Peres (6 de março de 2008)
Peres, juntamente com Araujo, afirmaram que em 2007 a Brasil Telecom realizou 27.309 interceptações legais, das quais 20.515 foram realizadas na telefonia móvel e 6.794 na fixa. Também afirmou que por via de regra, as informações são destinadas a um órgão policial, mas houve um caso, possivelmente em Santa Catarina, onde a Justiça autorizou que fossem destinadas ao Ministério Público.
Somando o número de escutas autorizadas em 2007 relatadas, foram 409 mil. Ao fim dos depoimentos, Marcelo Itagiba afirmou que as escutas estavam sendo utilizadas de forma indiscriminada, e Nelson Pellegrino afirmou que com tantas interceptações era difícil garantir o direito à privacidade dos brasileiros. Ainda, Itagiba afirmou que a impressão era de que a polícia mandava fazer um grampo e depois pedia autorização judicial. Gustavo Fruet declarou que "Os números são impressionantes e fazem levantar uma série de dúvidas, por exemplo, quem administra esses dados?"

### Relatório final
Em 12 de maio de 2009 a CPI das Escutas Telefônicas Clandestinas encerrou suas atividades com o relatório final quase sem alterações.